# مجموعة مجرات اورزا ماجور

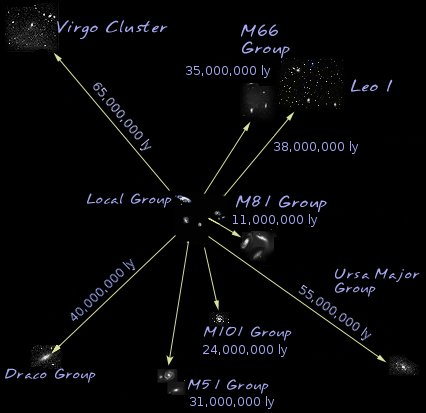
المسافات بيننا (المجموعة المحلية) و بعض تجمعات المجرات حولنا. إلى أعلى اليسار تجمع مجرات العذراء، وإلى اسفل ليمين يوجد اتجاه مجموعة اورزا ماجور.

مجموعة اورزا ماجور UrsaUrsa Major Cluster هي مجموعة مجرات غنية بالفروع الحلزونية تتبع عنقود مجرات العذراء الفائق .
بعض أكبر أعضائها NGC 3631 ، و NGC 3953 ، و M109 في الشمال ( M109 Group ) ، و NGC 3726 ،و NGC 3938 وNGC 4051 في الجنوب.
تقع مجموعة Ursa Major على مسافة 18.6 مليون فرسخ فلكي (60 مليون سنة ضوئية ) وتصدر حوالي 30٪ من الضوء المنبعث ولكن فقط 5٪ من كتلة مجموعة العذراء القريبة.
مجموعتنا المحلية توجد في وسط الرسم.